# Lorenz von Crell

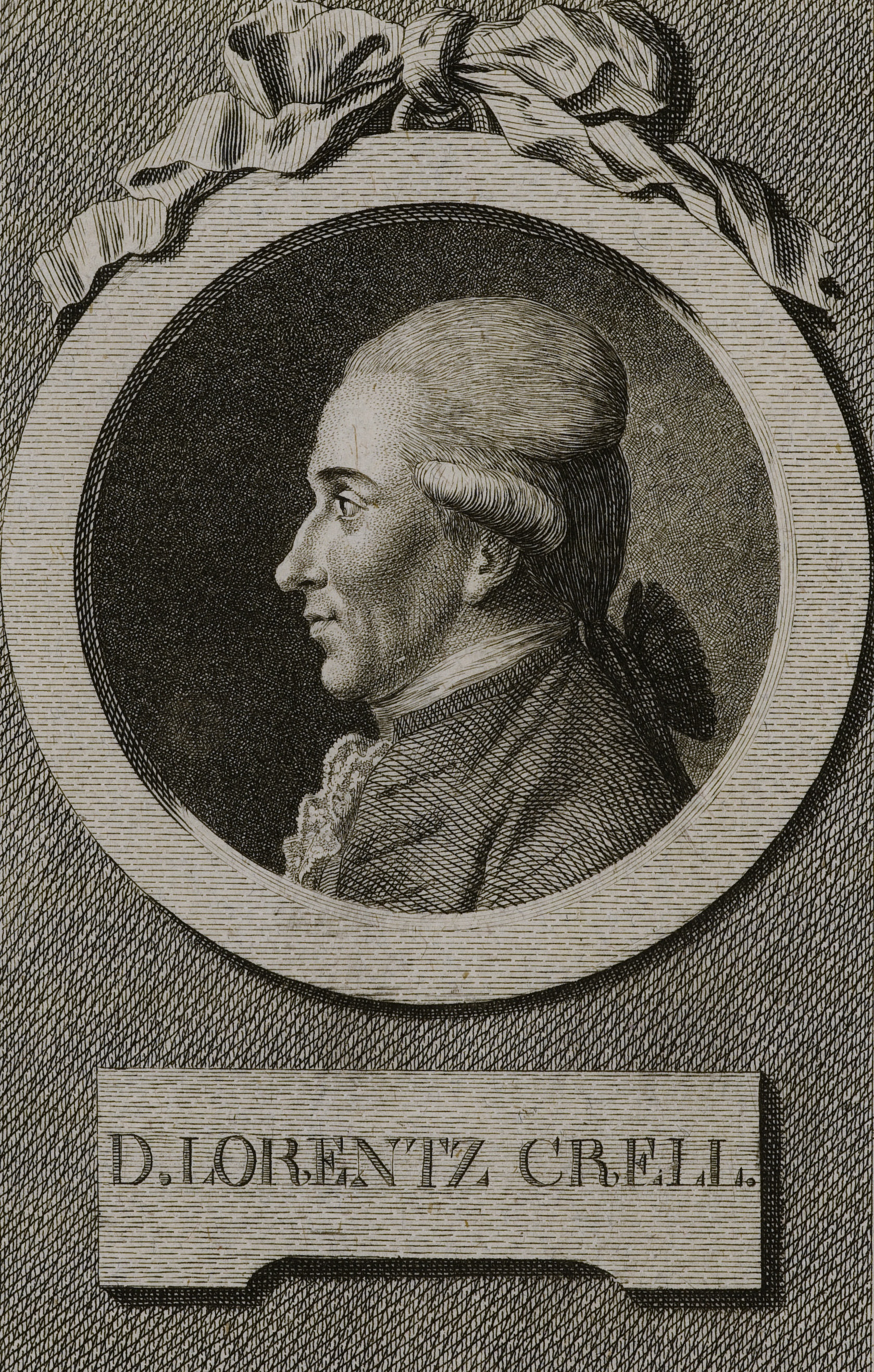
Lorentz von Crell, Stich von Johann Conrad Krüger

Lorenz (Florens) Friedrich von Crell (auch: Lorenz Florenz Friedrich (von) Crell; * 21. Januar 1744 in Helmstedt; † 7. Juni 1816 in Göttingen) war ein deutscher Mediziner, Bergrat und Chemiker sowie Hochschullehrer und Herausgeber einer Fachzeitschrift.

## Leben und Wirken
Lorenz Crell war der Sohn des Mediziners Johann Friedrich Crell und Enkel des Chirurgen und Botanikers Lorenz Heister. Er studierte ab 1765 an der Universität Helmstedt, erwarb den Magistertitel in Philosophie und wurde 1768 mit der Arbeit Contagium vivum zum Doktor der Medizin promoviert.
Crell war von 1771 bis 1773 Professor der Chemie und Mineralogie am Collegium Carolinum Braunschweig und am Anatomisch-Chirurgischen Institut sowie ab 1774 ordentlicher Professor der Medizin. Ab 1780 war er herzoglich braunschweigischer Bergrat. Von 1783 bis 1810 war er auch Professor der Philosophie und Medizin an der Universität Helmstedt und schließlich Professor der Chemie an der Universität Göttingen.
1778 gründete er in Helmstedt die Zeitschrift Chemische Annalen für die Freunde der Naturlehre, Arzneygelahrtheit, Haushaltungskunst und Manufacturen. Diese gilt als weltweit erste chemische Fachzeitschrift, die herausgegeben wurde. Er übersetzte einige Werke von Richard Kirwan ins Deutsche. Crell war wie Kirwan Anhänger der Phlogistontheorie.
Lorenz Crell wurde am 10. April 1778 unter der Matrikel-Nr. 828 mit dem akademischen Beinamen Sostratus Mitglied der Leopoldina und 1781 von Kaiser Leopold II. in den Reichsadelsstand erhoben. Ab 1778 war er auch Mitglied der Göttinger Akademie der Wissenschaften. Ab 1784 war er auswärtiges und ab 1812 Ehrenmitglied der Preußischen Akademie der Wissenschaften. Ab 1786 war er auch Ehrenmitglied der Russischen Akademie der Wissenschaften in Sankt Petersburg sowie Mitglied der American Philosophical Society. 1783 wurde er zum Ehrenmitglied (Honorary Fellow) der Royal Society of Edinburgh, 1788 zum auswärtigen Mitglied der Royal Society, 1804 zum korrespondierenden Mitglied der Académie des sciences und 1807 zum auswärtigen Mitglied der Bayerischen Akademie der Wissenschaften gewählt.

## Schriften
- Chemisches Archiv. 2 Bände. Weygand, Leipzig 1883. (Digitalisat Band 1), (Band 2)
- Neues Chemisches Archiv. 8 Bände. Müller, Leipzig 1784–1791. (Digitalisat Band 1), (Band 2), (Band 3), (Band 4), (Band 5), (Band 6), (Band 7), (Band 8)
- Neuestes Chemisches Archiv. Hoffmann, Weimar 1798. (Digitalisat)